# Comuna 2 (Duitama)
La comuna 2 es la segunda de las 8 comunas de Duitama, Boyacá. Esta comuna es muy importante en el transporte pues contiene la vía de salida hacia Paipa, Tunja y Bogotá. En Esta Comuna se destacan 6 urbanizaciones: Urbanización los Álamos, Villas de las Américas, Villas Del Mundial, Patricia, el Rincón Del Bosque y El Diamante.

## División política y administrativa
Se Compone de 6 barrios Cándido Quintero, San Fernando, Laureles, Arauquita, San Francisco e Higueras.
- Datos: Q5780352